# سونجاتا کیتا
سونجاتا کِیتا (سوندیاتا کیتا) (حدود ۱۲۱۷ - حدود ۱۲۵۵) بنیادگذار امپراتوری مالی بود در غرب آفریقا بود.
در حماسه سونجاتا از وی به عنوان قهرمان مردم مالینکه یاد شده‌است.
داستان سونجاتا نسل اندر نسل به صورت شفاهی منتقل شده‌است. این حماسه پایه‌ای شد برای داستان شیرشاه در کارتون هالیوود. واژهٔ سونجاتا کیتا به معنی «دزد شیرها که میراث خود را برمی‌دارد» است.
سونجاتا که فرمانروای پادشاهی کانگابا بود در سال ۱۲۳۵م برای ایجاد امپراتوری جدید مالی با غنا متحد شد. سونجاتا نخستین منسا (شاهنشاه) آن امپراتوری می‌شود و مالی تحت حکومت او ثروتمند می‌گردد.
در زمان پادشاهی سونجاتا دوره نیرومندی دولت مالی آغاز شد. مرکز این حکومت در حدود گینه فعلی بود ولی مرکز تجارتی آن شهر سانکارائی در مالی کنونی بود. در زمان جانشینان وی قلمرو مالی از کرانه‌های اقیانوس اطلس تا شهر گائو در نیجر کشیده شد. پس از آن جنگ‌های داخلی و ستیز با همسایگان، دولت مالی را ضعیف نمود.

## حماسه سونجاتا
حماسه سونجاتا اثری است نیمه-تاریخی بر پایه رویدادهای اوایل سدهٔ سیزده میلادی در غرب آفریقا.
این حماسه در سراسر غرب آفریقا از گینه تا گامبیا، مالی و بورکینا فاسو شهرت فراوان دارد. این اثر برای فرهنگ مردم مانده‌زبان ارزش بنیادین دارد.
بر پایه این داستان، سونجاتا، زندگی را به عنوان کودکی پرخور، ناتوان از راه رفتن و کم‌هوش آغاز کرد ولی در آینده جنگاوری نام‌آور شد که فرمانروایان سوسو را شکست داده امپراتوری مالی را بنیان گذاشت که دو سده دوام آورد.
در این داستان خواهر سونجاتا، یعنی نِنه فاماگا، نقشی اساسی دارد. ننه، دشمن اصلی سونجاتا یعنی سوناگورو را فریب داد تا راز گَرد جادویی مخفی را آشکار کندو این باعث شد تا سونجاتا آسیب‌ناپذیر شود.